# الغارب الجنوبي (حرض)

تعديل مصدري - تعديل

الغارب الجنوبي هي إحدى قرى عزلة الشعاب بمديرية حرض التابعة لمحافظة حجة، بلغ تعداد سكانها 40 نسمة حسب تعداد اليمن لعام 2004.